# Atlas Corbitis

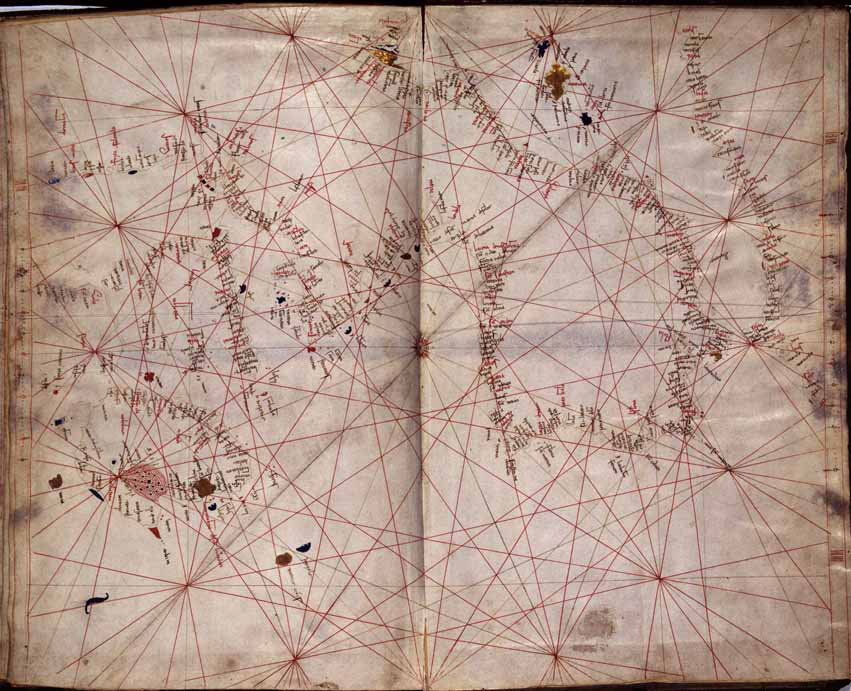
Feuille représentant l'Europe occidentale de l'atlas.

L'atlas Corbitis, est un atlas, composé de 4 portulans, réalisé par un cartographe anonyme vers la fin du XVe siècle. L'ensemble des 4 cartes représente la mer Méditerranée, ainsi que la côte atlantique de l'Europe, comprenant également les Açores et les îles Canaries. Il est conservé à la Biblioteca Marciana de Venise,. Il est relativement similaire à l'atlas de Pinelli–Walckenaer.